# Fabriciana korla
Fabriciana korla är en fjärilsart som beskrevs av Reuss 1926. Fabriciana korla ingår i släktet Fabriciana och familjen praktfjärilar. Inga underarter finns listade i Catalogue of Life.